# Raymond Kopa
Raymond Kopa (* 13. Oktober 1931 als Raymond Kopaszewski in Nœux-les-Mines, Département Pas-de-Calais; † 3. März 2017 in Angers) war ein französischer Fußballspieler polnischer Abstammung.
Er gehört neben Michel Platini und Zinédine Zidane zu den besten französischen Fußballern aller Zeiten und auch weltweit zu den Spitzenspielern des 20. Jahrhunderts. Während seiner Karriere wurde er meist als Mittelstürmer, später überwiegend auf Halbrechts und dazwischen immer wieder als Rechtsaußen aufgestellt.
Zu den hervorragendsten Eigenschaften des nur 1,68 m großen Kopa zählten Schnelligkeit und Wendigkeit, sein fintenreicher Umgang mit dem Ball, Torgefährlichkeit und Präzision des Zuspiels, wobei er seine individuelle Klasse aber stets in den Dienst der Mannschaft stellte. Raymond Kopa nahm an den Weltmeisterschaftsendrunden in der Schweiz (1954) und in Schweden (1958) teil, gewann von 1957 bis 1959 mit Real Madrid dreimal den Europapokal der Landesmeister und stand 1956 mit Stade Reims auch im ersten Endspiel dieses Wettbewerbs. Mit diesen beiden Vereinen gelangen ihm zudem zwei Erfolge bei der Coupe Latine sowie insgesamt sechs nationale Meisterschaften. Persönlich ausgezeichnet wurde er unter anderem als bester Spieler des Weltmeisterschaftsturniers in Schweden, mit dem Ballon d’Or als „Europas Fußballer des Jahres“ (1958) und dreimal als französischer „Spieler der Saison“ bzw. Sportler des Jahres.
Bereits in jungen Jahren bezeichneten ihn die Medien als „Napoléon des Fußballs“. Im November 1970 als erster Fußballspieler in die Ehrenlegion aufgenommen, beförderte ihn Staatspräsident Chirac im April 2007 darin vom Ritter zum Offizier.

Seine Biographie ist auch ein Beispiel für Chancen und Probleme der sozialen Aufstiegsmöglichkeit, die der Fußballsport – nicht nur in Frankreich – den Angehörigen der „doppelt benachteiligten zweiten und dritten Immigrantengeneration“ besonders in den ersten beiden Nachkriegsjahrzehnten bot, wenn sie bereit waren, sich in die Gesellschaft ihres Ziellandes zu integrieren. Kopa beschrieb diesen Weg 1972 mit den Worten:

„Wäre ich ohne meine polnischen Wurzeln … und in einer etwas wohlhabenderen Familie aufgewachsen, hätte ich nicht den unwiderstehlichen Drang verspürt, aus meinem Milieu auszubrechen, hätte es den Kopa … von Stade Reims, Real Madrid und der französischen Nationalelf wahrscheinlich nicht gegeben. … [Ich wäre auch ohne dies] wohl ein ganz guter Spieler geworden, aber … ohne die Arbeit im Bergwerk hieße ich immer noch Kopaszewski.“

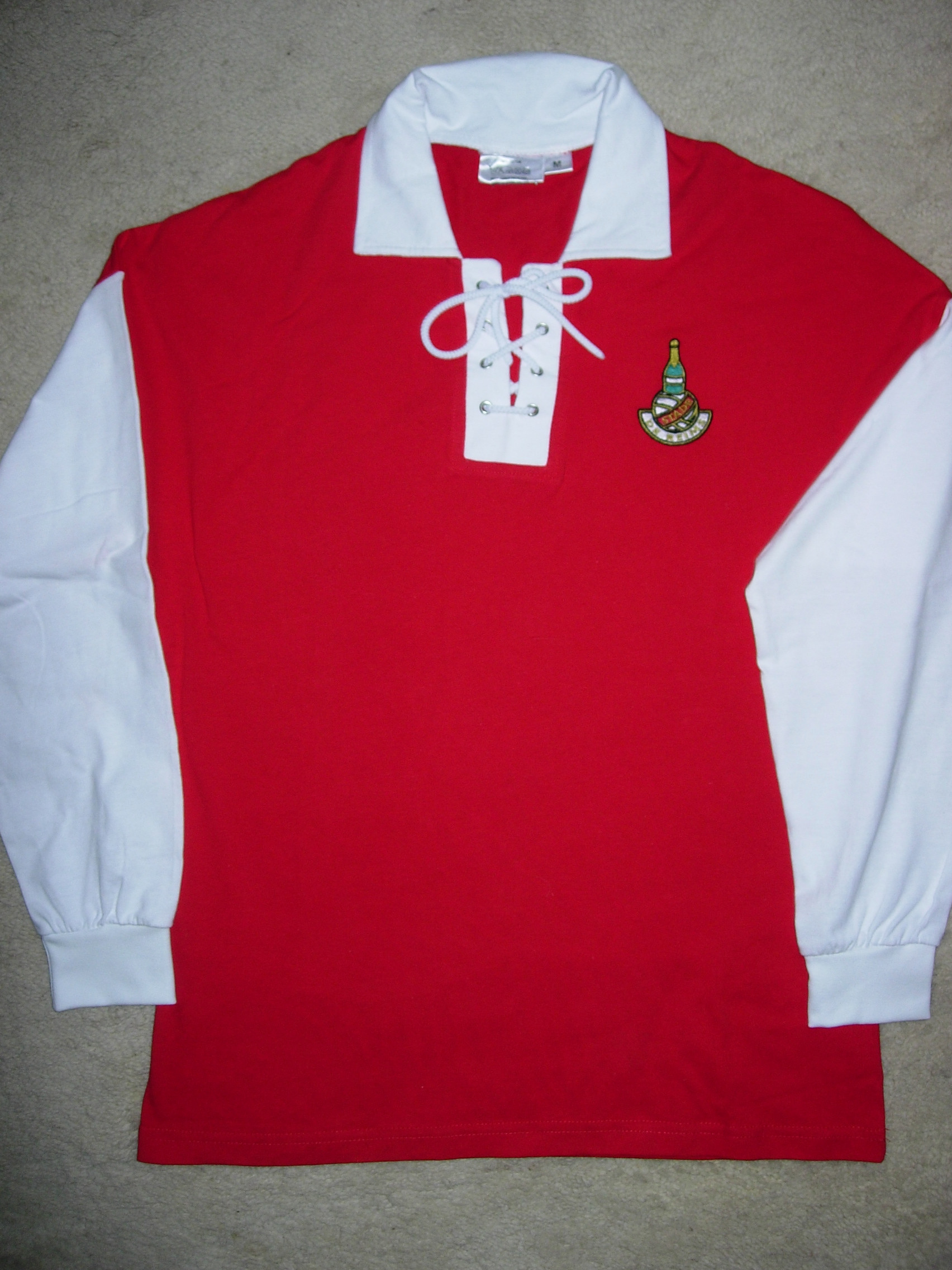
Trikot-Replika von Stade de Reims’ Glanzzeit – tatsächlich trat Stade ohne Logo auf der Brust an.

## Kindheit und Jugend

### Der Straßenfußballer
Raymond Kopa entstammt einer reinen Bergarbeiterfamilie: seine Großeltern väterlicherseits kamen 1919 mit vier Kindern, darunter Kopas damals 13-jähriger Vater Franz, aus Polen in das nordfranzösische Kohlerevier zwischen Lens und Béthune. Wie der Großteil der dort etwa 6.000 anderen polnischen Immigranten der Nachkriegszeit bewahrten die Kopaszewskis ihre Sprache und ihren katholischen Glauben, während die jüngeren Familienangehörigen verstärkt die Lebensart ihrer französischen Nachbarn annahmen. Auch die männliche Verwandtschaft seiner gleichfalls in Polen geborenen Mutter Hélène arbeitete seit wenigstens drei Generationen unter Tage. Er kennzeichnete sein Zuhause als schlicht, aber nicht arm, und seine Schulzeit mit den Worten, er sei „weder für Mathematik noch für Geschichte und auch nicht für den Rest begabt“ gewesen, zumal im Elternhaus nur Polnisch gesprochen wurde. Dafür verbrachte er seit frühester Kindheit viel Zeit mit dem Fußballspielen – vormittags auf dem Schulhof, nachmittags im Gärtchen seines Elternhauses und sonntags während der Halbzeitpause auf dem Sportplatz, wenn er nach dem Familientreffen der Kopaszewskis im Hause der Großeltern im benachbarten Mazingarbe schon als Fünfjähriger ein Spiel des dortigen Amateurklubs besuchte.
Mit acht gründete er seine erste Straßenfußballmannschaft, überwiegend mit älteren polnischen, aber auch einigen französischen und italienischen Nachbarskindern. Diese équipe du Chemin-Perdu – in Nr. 5 der Straße des Aufgegebenen Weges, einer langen Reihe vom Kohlenstaub geschwärzter, einfacher Ziegelbauten, ähnlich den Zechenkolonien des Ruhrgebiets, stand sein Elternhaus – machte sich schnell auch gegen ältere Mannschaften einen Namen. Der dribbelstarke Raymond trug so viel dazu bei, dass der örtliche Verein US Nœux-les-Mines ihn 1941 zum Eintritt aufforderte. Als Elfjähriger spielte er bereits in dessen Jugendelf (cadets), mit 14 bei den Junioren und mit erst 16 in der Herrenmannschaft. Kopa selbst sagt dazu: „Ich habe eigentlich immer mit Älteren gespielt“. Über die Auswirkungen der deutschen Besetzung zwischen 1940 und 1944 – der schwerindustriell geprägte Norden Frankreichs unterstand als Zone interdite („verbotene Zone“) direkt der Militärverwaltung in Brüssel – auf das alltägliche Leben der Familie berichtet er nur, dass er deutschen Soldaten seinen ersten Lederball verdankte, wenngleich von deren Seite unfreiwillig: die Jungen stibitzten das wertvolle Stück während eines Spiels zweier Soldatenmannschaften, was Kopa später augenzwinkernd als „beinahe ein Akt des Widerstandes“ kommentierte.

### „Knappe“ ab Vierzehn
Nach seinem Schulabschluss 1945 suchte er vergeblich nach einer Lehrstelle als Elektriker – er wollte dem tagtäglich bei seinem Vater und seinem älteren Bruder Henri miterlebten „unmenschlichen Schichtbetrieb 600 Meter unter der Erde“ entgehen, aber „wenn ich meinen vollständigen Namen genannt hatte, endete das Bewerbungsgespräch“. Die nächsten zweieinhalb Jahre arbeitete er im örtlichen Bergwerk unter Tage, wo er anfangs die vollgeladenen Hunte aus dem Stollen zum Förderschacht schieben musste. Bei einem Arbeitsunfall im Oktober 1947 wurden Daumen und Zeigefinger seiner linken Hand zertrümmert und teilamputiert; bis zu seinem Tod erhielt er dafür eine Unfallrente von monatlich 30 €. Dank der Fürsprache des US-Nœux-Vorsitzenden, der im selben Bergwerk als Ingenieur arbeitete, wurde Kopa danach nur noch für die Frühschicht eingeteilt und konnte so regelmäßiger am Mannschaftstraining teilnehmen. Inzwischen hatten seine fußballerischen Fähigkeiten auch über den Verein hinaus Anerkennung gefunden und zu regelmäßiger Berücksichtigung in der nordfranzösischen Junioren-Regionalauswahl geführt. Mit dieser Elf, zu deren Stammbesetzung mit Jean Vincent und René Dereuddre zwei weitere zukünftige Nationalspieler gehörten, erreichte er im Frühjahr 1948 das Halbfinale um die französische Meisterschaft der Cadets, das allerdings trotz zweier Kopa-Tore gegen Lothringen – in dessen Reihen stand mit Roger Piantoni gleichfalls ein späterer Sturmpartner Kopas – 3:6 verloren ging.
Ab November 1947 setzte ihn Constant Tison, der Trainer der Ligamannschaft, bereits regelmäßig in Begegnungen der zweithöchsten Amateurklasse ein. Tison war überzeugt von Kopas Fähigkeiten, zu denen neben Ballgefühl, Torgefährlichkeit, Ausdauer und Spielübersicht schon früh überdurchschnittlicher Trainingseifer, Mannschaftsdienlichkeit, Kampfgeist und Siegeswille zählten: „Er kam direkt von der Arbeit, Kohlenstaub in den Augenbrauen, und kaum, dass er einen Happen gegessen oder sich wenigstens kurz ausgeruht hätte, sprang er über ein Mäuerchen und stand in Sandalen auf dem Sportplatz.“ Seine unbedingte Hingabe erklärt Kopa selbst damit, dass er damals alles getan hätte, um „meinem vorgezeichneten Leben als «Schwarzfresse» zu entkommen“. Lediglich das Kopfballspiel blieb defizitär, auch wenn er es regelmäßig trainierte. Laut Tison war er „ein kleiner, aufgeweckter, aber zurückhaltender Bub, der viel zuhörte und wenig redete“: Umso mehr überzeugte er auf dem Spielfeld, schoss in seinem ersten Punktspiel gleich das einzige Tor der Begegnung bei der US Tourcoing und erzielte gegen Nœux’ härtesten Aufstiegskonkurrenten US Boulogne beim 8:1-Sieg sogar fünf Treffer.
Immerhin hatte seine wachsende Bekanntheit im Frühjahr 1948 dazu geführt, dass er im Bergwerk auf einen Posten versetzt wurde, an dem er in den Loren festsitzende Gesteins- und Kohlebrocken losschlagen musste – „nicht gerade das, was ich mir erträumte, aber endlich an der Oberfläche“. In dieser Zeit verdiente er auch zum ersten Mal etwas mit seinem fußballerischen Können: ein Zuschauer lobte während eines Punktspiels eine Prämie von 1.000 alten Francs für den Schützen des nächsten Tores aus. Als seine Mitspieler, mit denen er den gewonnenen Betrag teilen wollte, dies ablehnten, gab er das Geld abends seiner Mutter. Und nachdem im Sommer 1948 der Aufstieg der US Nœux in die höchste regionale Amateurliga feststand, bedankte sich der Verein für seine Leistungen mit einem Fahrrad, auf dem er auch als Profi noch zum Training fuhr.

## Aus Kopaszewski wird Kopa

### Beginn seiner landesweiten Bekanntheit
Im Mai 1949 beendete Raymond Kopaszewski die Endrunde des nationalen „Wettbewerbs des jungen Fußballspielers“ im Olympiastadion von Colombes als Zweiter – ein einziger Fehlschuss kostete den sonst so sicheren Strafstoßschützen diesen Titel, um den sich 71 Nachwuchsspieler nach vorangegangenen Qualifikationsrunden auf regionaler Ebene beworben hatten. Während zweier Tage mussten sie ihre Fähigkeiten in allen Spielsituationen (Angriffs- und Defensivverhalten, Pässe, Flanken und Torschüsse, Zusammenspiel und Durchsetzungsvermögen, Ausführung ruhender Bälle und vieles mehr) vor einer Jury aus Verbands- und Vereinstrainern nachweisen. Um sich für Colombes zu qualifizieren, hatte Kopa sich in Ausscheidungen auf Départements- und Regionsebene (in Béthune bzw. Lille) durchsetzen müssen. Dass er daran überhaupt teilnahm, war nur Tisons Hartnäckigkeit zu verdanken, der ihn frühmorgens weckte und nach Béthune brachte. Am Tag nach der Endausscheidung allerdings schrieb der Juror Gabriel Hanot, hauptberuflich Chefredakteur von l’Équipe und Mitglied des Auswahlkomitees der französischen Nationalmannschaft:

„Der wahre Hauptdarsteller eines exzellenten Jahrgangs war ein unbekannter junger Spieler namens Raymond Kopaszewski, spielintelligent und außerordentlich begabt …, der risikobereit auftrat. Dieser Junge hätte in die Jugendnationalmannschaft gehört [die im April 1949 in den Niederlanden Europameister geworden war], wäre er nicht damals verletzt gewesen.“

Tatsächlich verhinderte aber gar keine Verletzung Kopas Einsatz; vielmehr besaß er zu diesem Zeitpunkt nur die polnische Staatsbürgerschaft – die französische konnte man seinerzeit normalerweise erst mit Beginn der Volljährigkeit, also ab dem 21. Geburtstag, erwerben. Direkt nach dem Wettbewerb in Colombes bemühten sich zwei Profiklubs intensiver darum, Raymond Kopaszewski zu verpflichten: Stade Reims, gerade zum ersten Mal Landesmeister geworden, und Zweitdivisionär SCO Angers. Kopa selbst wäre wegen der Nähe zu seiner Familie gerne in der heimatlichen Region geblieben, doch zu seinem Bedauern meldete keiner der „großen Nordvereine“ – weder OSC Lille noch RC Lens, nicht einmal US Valenciennes oder CO Roubaix-Tourcoing – sein Interesse an. Lilles Präsident Louis Henno urteilte, nachdem er Kopa während einer Partie mit der Nord-Auswahl gesehen hatte: „zu zierlich“ – eine für den OSC bittere Fehleinschätzung. Und die Talentspäher von Lens übersahen ihn regelrecht, obwohl sie regelmäßig gezielt in den polnischen Gemeinschaften Nordfrankreichs nach Spielern suchten.
Während der Vorstand der US Nœux ihn gerne noch ein oder zwei Jahre gehalten hätte, befürwortete Constant Tison seine Weiterentwicklung bei einem höherklassigen Klub. Nach anfänglichem Zögern unterschrieben das Sturmtalent, sein Vater Franz und Angers' Trainer Camille Cottin in Tisons Wohnung Kopas ersten Spielervertrag als „Halbprofi“, der ein monatliches Bruttogehalt von 9.000 FF vorsah – Ende der 1940er für einen 17-Jährigen sehr viel Geld.

### Erster Profivertrag bei SCO Angers
Zwar hatten gelegentlich auch schon Kinder aus seiner Straßenmannschaft seinen Namen zu „Kopa“ verkürzt, aber die erste Maßnahme seines neuen Vereins bestand darin, diesen nun auch offiziell zu verwenden. Der Anfang in einer wildfremden Umgebung war für den Novizen schwierig – auch wenn Cottin sich um die Neuen intensiv kümmerte –, aber er kompensierte sein Heimweh in erster Linie durch vermehrte Anstrengungen auf dem Trainingsplatz. Seine Familie konnte er nur während der einwöchigen Winterpause besuchen. Noch in der Hinrunde 1949/50 machte der SCO Angers Kopa zum Vollprofi, und was von seinen entsprechend höheren Bezügen – monatlich 21.000 Francs, etwa das, was ein einfacher Angestellter in der Privatwirtschaft nach Hause brachte – übrig blieb, legte er auf einem Sparbuch an. Außer den Kosten für seine Vollpension gab er kaum etwas aus, ging oft angeln oder spielte im Clubheim Tischtennis, Brettspiele und Karten, so dass nach einem Jahr etwa 70.000 Francs – sein „erstes Sparschwein“ – darauf zu Buche standen. Sein Debüt in der Division 2 gab er zum Saisonauftakt bei der AS Monaco, seine ersten beiden Treffer erzielte er im folgenden Heimspiel, das Angers mit 4:0 gegen Marseilles 2. Mannschaft gewann. Insgesamt verlief Kopas erstes Profijahr sportlich aber wenig erfolgreich: in der Meisterschaft landete der SCO auf Platz 15 von 18 Teilnehmern, und im Pokal schied er schon früh gegen einen unterklassigen Gegner aus. Zudem verletzte Kopa sich Ende Oktober 1949 zum ersten Mal schwerer, als ein Gegenspieler ihm im Kampf um den Ball mit den Schuhstollen eine lange Fleischwunde am Kinn bescherte. In den folgenden Jahren waren es meist seine Knöchel, die unter den zahlreichen Attacken gegnerischer Abwehrspieler litten und beide nach Malleolarfrakturen operiert werden mussten.
Als im Januar 1950 die jungen Spieler von Cottin eine Spielpause verordnet bekamen, schickten sie den Mittelstürmer als ihren Sprecher zum Klubvorsitzenden, um sich zu beschweren. Obwohl dieser den 18-Jährigen ob seiner Unbotmäßigkeit zunächst ziemlich heftig anging und ihn einen „kleinen Revoluzzer“ nannte, erreichte Kopa schließlich, dass alle vier Heranwachsenden bei einem freundschaftlichen Gastspiel im Trikot des benachbarten SO Cholet antreten durften und so den Verlust an Prämien ausgleichen konnten. Da der SCO ohne die Youngster zudem eine deftige Niederlage bezogen hatte, standen sie eine Woche darauf wieder in Angers' erster Elf.
In der Sommerpause 1950 erwog Kopa aus Heimweh ernsthaft, sich reamateurisieren zu lassen und nach Nœux-les-Mines zurückzukehren. Gleichzeitig entwickelte sich eine schüchterne Beziehung zur Schwester seines Sturmpartners Claude Bourrigault, den er schon seit dem 1949er Jugendwettbewerb kannte. Erst drei Jahre später, als Raymond Kopa längst nicht mehr in Angers spielte, heiratete er Christiane; das Paar lebte bis zu Kopas Tod zusammen.
Sportlich verlief auch sein zweites Jahr (1950/51) zwiespältig: der SCO landete in der Meisterschaft auf Platz 14, aber der „spielende Mittelstürmer“ – in den zwei Jahren bei Angers hatte er in 60 Pflichtspielen 15 Treffer erzielt und deutlich mehr Torvorlagen gegeben – zog immer häufiger das Interesse der Sportjournalisten und in Konsequenz einiger Erstligisten auf sich, darunter Girondins Bordeaux, Toulouse FC und der heimatliche RC Lens. Nicht nur deswegen beurteilte Raymond Kopa im Rückblick die beiden Jahre in Angers als für seine Entwicklung nützlich.
Bei einem Freundschaftsspiel gegen Stade Reims im April 1951 wurde dessen Spielertrainer Albert Batteux auf Kopa aufmerksam, sprach ihn anschließend persönlich an und bewog seinen Präsidenten dazu, mit dem finanziell klammen SCO Angers über dessen Transfer zu verhandeln. Ende April lieh Reims sich Kopa zunächst für ein Spiel gegen die spanische Nationalmannschaft aus – die Reise und der Auftritt mit dieser Spitzenelf im Estadio Chamartín hatten den 19-Jährigen beeindruckt. Nach dem 1:2 sagte Batteux zu dem sich seiner Leistung unsicheren Gastspieler nur „Gut, Kleiner“. Drei Monate später war der rot-weiße Dress der Rémois Kopas neue Berufsbekleidung, nachdem deren Präsident Henri Germain an Angers 1,8 Mio. Francs Ablösesumme überwiesen hatte. Erst danach wurden die Vertragskonditionen mit dem gekauften Spieler ausgehandelt – diese gehörten seinerzeit im Wortsinne bis zum 35. Geburtstag ihrem ersten Profiklub (siehe auch unten) –, und Kopa erwies sich erneut als erfolgreicher Verhandler in eigener Sache: sein Anfangssalär in der Champagne betrug 40.000 FF pro Monat zuzüglich Erfolgsprämien. Dass Germain sich zudem auf eine von Kopa geforderte, einmalige Zahlung („Handgeld“) von 500.000 FF einließ, verdankte er allerdings ausschließlich der Fürsprache Batteux', der seinen Präsidenten mit den Worten „Er ist ein zukünftiger Nationalspieler“ überzeugt haben soll.

## Bei Europas stärksten Vereinen

### Stade de Reims (1951–1956)
Stade Reims bedeutete in mehrfacher Hinsicht eine neue Klasse: Kopa war nicht nur in der ersten Liga angekommen, in der er in den fünf folgenden Jahren zweimal Meister und einmal Vizemeister wurde, sondern er spielte bereits in seiner ersten Saison (1951/52) in einer Mannschaft mit elf aktuellen oder zukünftigen französischen Nationalspielern: Jacowski, Marche, Penverne, Jonquet, Cicci, Leblond, Méano, Bliard, die Brüder Paul und Pierre Sinibaldi sowie Trainer Batteux, der in dieser Saison selbst noch während 19 Erstligaspielen mitstürmte. Dazu war mit Appel auch ein holländischer Internationaler für die Rémois aktiv. In den vier Spielzeiten danach kamen mit Glovacki, Siatka, Hidalgo und Zimny weitere Nationalspieler hinzu. Es hätte nicht überrascht, wenn der Neuling angesichts dieser Konkurrenz eine gewisse Umstellungszeit mit nur gelegentlichen Einsätzen hätte in Kauf nehmen müssen. Tatsächlich fehlte sein Name aber nur im allerersten Saisonspiel, und das auch nur, weil beim Saisonauftakt ein Freigabevermerk des Fußballverbands noch nicht vorlag.
Raymond Kopa fühlte sich in diesem Umfeld sportlich und menschlich auf Anhieb wohl, wozu etliche Faktoren beitrugen.
Zum einen gab es ein „heimatliches Element“ mit den polnischstämmigen bzw. in Frankreichs Norden aufgewachsenen Mannschaftskameraden Templin, Glovacki, Siatka und Zimny, der sogar kurz auch in Nœux-les-Mines gespielt hatte; zudem besaß die Mannschaft mit gut 24 Jahren ein relativ niedriges Durchschnittsalter.
In den ersten Wochen in Reims brachte ihn der selbst erst 32-jährige Trainer in seinem eigenen Elternhaus unter; anschließend zog Kopa in eine Pension, in der auch etliche andere der jüngeren Mitspieler lebten. Der Kampf um die elf Stammplätze lief seiner Erinnerung nach ohne Missgunst und Intrigen ab, und insbesondere ältere Spieler wie Paul Sinibaldi kümmerten sich um die Neuen, so dass diese keine Akzeptanz- oder Integrationsprobleme verspürten.
Der Trainer ließ mit fünf Stürmern vor einer soliden Abwehr konsequent offensiv spielen und gestand in diesem System jedem Einzelnen auch individuelle Freiräume und Fehler zu. Als Kopa bei einem der vielen Gespräche einmal selbstkritisch anmerkte, er spiele gelegentlich zu eigensinnig und sei zu ballverliebt, drohte Batteux, wenn er nicht mehr dribble, würde er ihn auf die Bank setzen: „Deine Dribblings sind eine fürchterliche Waffe – sie sind dein wichtigster Trumpf und damit auch der der Mannschaft, der du dadurch Freiräume eröffnest“.
Von diesen als positiv empfundenen Bedingungen profitierte Kopa, konnte selbst auch sehr viel zum Aufstieg des Klubs zu einer der Top-Adressen in Europa beitragen – man sprach nicht nur in Frankreich bewundernd vom „prickelnden Champagner-Fußball“ –, und so dauerte es nur gut ein Jahr, bis er erstmals das blaue Trikot der A-Nationalelf überstreifen durfte.
Sein erstes Punktspiel für Stade bestritt er am 2. September 1951 gegen Racing Strasbourg; sein erster Erstligatreffer gelang ihm elf Tage später beim 5:2 über Racing Lens. Nach dem 34. Spieltag hatte er acht der 64 Tore seiner Elf erzielt, darunter gleich drei beim 8:1 gegen Olympique Marseille, gegen das er im Rückspiel noch einmal traf. Dabei war seine Lieblingsposition in der Sturmmitte durch den Goalgetter Bram Appel besetzt, so dass er in diesem Jahr als Rechtsaußen zum Einsatz kam. Die körperliche Belastung durch weitere etwa 35 Freundschafts- und Pokalspiele war erheblich, aber diese waren notwendig, um das Reimser Budget zu decken: rund drei Viertel seiner Einnahmen erzielte der Klub bei Auswärtsspielen. Für Kopa waren diese permanenten „englischen Wochen“ kein Problem, denn er war ein Trainingsbesessener und besaß auch viele Jahre später noch eine unbändige Freude an jeder Minute auf dem Rasen, zumal ihm immer klar war, wie viel er diesem Spiel verdankte:

„Fußball ein Beruf? Nein! Sobald ich das Spielfeld betrete, … amüsiere ich mich und werde noch dafür bezahlt. Jedesmal, wenn ich den Ball am Fuß spüre, sage ich mir, dass ich privilegiert bin und unverschämtes Glück habe. … Manchmal denke ich in meinem Innersten, das sei nur ein Traum und ich ein Zuschauer, der nach dem Spiel wieder heimgeht, um im Bergwerk zu arbeiten, in die Hölle hinabzufahren.“

Als bescheidenes Symbol des neuen „Luxus“ ersetzte er sein altes Fahrrad durch einen Kleinwagen.
Obgleich einer der jüngsten Spieler, wurde Kopa in den Stadien schnell zum verlängerten Arm von Albert Batteux, den die meisten Spieler, die der Fußballlehrer während seiner erfolgreichen Karriere trainierte, wegen seiner fachlichen Fähigkeiten, seines persönlichen Umgangs und seiner Kommunikationsbereitschaft auch Jahre später noch in den höchsten Tönen lobten und liebevoll Bébert nannten. Kopa, der dem Trainer in seinen Autobiographien mehrere Kapitel widmet, bringt es auf die Formel „Batteux, das Glück meines Lebens“. Die Verbindung dieser beiden Persönlichkeiten mit einem hervorragenden Kader brachte diesen wie dem Verein in den folgenden Jahren zahlreiche Erfolge ein.
1952/53 wurde Reims französischer Meister. Kopa, für den Léon Glovacki am rechten Flügel stürmte, spielte nominell als zurückgezogener Mittelstürmer, rochierte dabei häufig mit Appel und schoss in 33 Ligabegegnungen 13 Treffer. Bereits in der Hinrunde wurde er zum Nationalspieler (siehe unten). Nach Saisonende folgte zudem sein erster internationaler Titelgewinn in der Coupe Latine, wobei er drei der fünf Reimser Tore erzielte, darunter zwei beim Final-3:0 gegen AC Mailand. Der Unfalltod seines vormaligen Mitbewohners Francis Méano setzte allerdings einen traurigen Schlusspunkt hinter ein höchst erfolgreiches Jahr.
In der folgenden Saison wurde Stade Reims Vizemeister, Kopa gelangen in 31 Punktspielen elf Treffer; außerdem erzielte er auch beim 6:3-Endspielsieg gegen OSC Lille in der Coupe Charles Drago ein Tor. Nach Saisonende nahmen er und fünf andere Rémois an der für Frankreich dann aber enttäuschend verlaufenden WM teil. 1954/55 hatte sein Partner im Innensturm, Bram Appel, die Rot-Weißen verlassen, aber auch dessen „Ersatzmann“ René Bliard harmonierte perfekt mit dem nun auf Halbrechts aufgestellten Kopa (erneut 31 Ligabegegnungen und elf Treffer) und wurde mit 30 Treffern auf Anhieb Torschützenkönig der Division 1. Längst besaß Kopa über Frankreichs Grenzen hinaus den Ruf eines vorzüglichen Spielgestalters, selbst wenn Reims sich diesmal im Endspiel um die Coupe Latine Real Madrid mit 0:2 geschlagen geben musste. Der Nationalspieler Antoine Cuissard, ein Außenläufer, dem bei AS Saint-Étienne und OGC Nizza mehrfach die Aufgabe zukam, Kopas Aktionsradius einzuschränken, erinnerte sich im Nachhinein:

„Er war schlicht nicht zu fassen. Wenn man ihn angriff, schlug er einen Haken oder ließ dich durch einen ‚Übersteiger‘ ins Leere laufen. Wenn man seinen Weg zu blockieren suchte, lenkte er den Ball aus dem Fußgelenk zu einem Mitspieler – mit der Präzision eines Uhrmachers. Mit fairen Mitteln war er praktisch nicht zu stoppen. Insbesondere mit seinem Freund Glovacki verstand er sich blind; man hätte beiden die Augen verbinden können, und sie hätten trotzdem miteinander kombiniert.“

1955 führte Kopa auch im Spiel einer europäischen Kontinentalelf gegen die englische Nationalmannschaft Regie. Dass er im selben Jahr seinen Militärdienst beginnen musste, tat seiner Leistung keinen Abbruch, zumal er einem der „Fußballerbataillons“ zugewiesen und zu Spielen problemlos beurlaubt wurde: Ende des Jahres zeichnete ihn die Zeitung l’Équipe als französischen Sportler des Jahres („Meister der Meister“) aus. Dieser Titel war vor ihm noch keinem und nach ihm nur drei weiteren Fußballern verliehen worden.
In der Liga schwächelte Reims und wurde am Ende der Saison 1955/56 nur Zehnter; Kopa gelangen bei 30 Einsätzen lediglich fünf Tore. Dafür war alle Konzentration auf den erstmals ausgetragenen Europapokal der Landesmeister gerichtet, in dem der Verein bis ins Endspiel vorstieß (siehe unten), wo erneut die Madrilenen die Oberhand behielten. Raymond Kopa belegte dennoch bei der Ende 1956 gleichfalls zum ersten Mal durchgeführten Ehrung mit dem Ballon d’Or („Europas Fußballer des Jahres“) den dritten Platz.

### Real Madrid (1956–1959)
Am Tag dieses Europapokalendspiels zierte eine Karikatur die Titelseite von l’Équipe, in der Reals Kapitän Alfredo Di Stéfano mit den Worten „Wir wollen die Copa – und den Kopa“ nach dem Cup greift, auf dem Raymond Kopa thront. Tatsächlich hatte er schon ein Jahr zuvor durch seine grandiose Leistung mit der Nationalelf in Madrid die Verantwortlichen von Real, Santiago Bernabéu und Raimundo Saporta, überzeugt. Und für Kopa war, wenngleich sich auch der AC Mailand um ihn bemühte, nur bei Real Madrid sportlich noch mehr zu erreichen als in der Champagne. Deren offizielles Angebot hielt Kopa zunächst für einen Scherz: je nach Erfolg 15 bis 20 Millionen Francs pro Jahr – entsprechend 180.000 bis 240.000 DM und damit gut sechsmal so viel wie er bis dahin verdiente –, und nach drei Jahren durfte er selbst entscheiden, bei welchem Klub er danach spielte. Noch im April 1956, also vor dem Europapokalfinale, unterschrieb er den Vertrag; Stade Reims erhielt 52 Mio. FF Ablösesumme. Dass die fußballinteressierten Franzosen ihm den Wechsel nicht nachtrugen, zeigte sich im November des Jahres, als die Leser von France Football ihn vor Roger Marche und Larbi Ben Barek zum „Besten Spieler der Nachkriegszeit“ wählten.
Kopas erster Auftritt im weißen Dress der Madrilenen war ein prestigeträchtiges Freundschaftsspiel gegen den brasilianischen CR Vasco da Gama, bei dem er gleich zwei Treffer zum 4:2-Sieg beisteuerte. Dabei war er bei Real in eine ungewohnte Situation gekommen: der unumschränkte Herrscher auf dem Spielfeld und hinter den Kulissen hieß Di Stéfano. Es spricht für Kopas Qualitäten, dass er sich zurücknehmen konnte, weiterhin konstant auf hohem Niveau spielte – schon in seiner ersten Saison war Kopa einer von nur fünf Spielern, die in sämtlichen acht Europapokalbegegnungen eingesetzt wurden – und viel zu Reals jährlich gewonnenen Titeln beitrug. Der oft zu lesenden Behauptung, es habe permanent zwischen den beiden Regisseuren gekriselt, widersprach Kopa; zwar sei Di Stéfano durchaus launisch gewesen und „wir haben uns auch mehr als einmal angeschnauzt“, er bewundere jedoch aufrichtig dessen Talent, Mut und Hingabe und halte ihn für die kompletteste fußballerische Persönlichkeit überhaupt. Beide Spieler besuchten sich noch lange nach ihrem Karriereende regelmäßig. Auch mit den neuen Kollegen, speziell Héctor Rial, José María Zárraga und Joseíto, verstand er sich im wie außerhalb des Stadions gut. Und ebenso begrüßte Kopa die Verpflichtung von Ferenc Puskás, der 1958 „mit einem prallen Senatorenbauch“ zu Real kam, sich aber sehr schnell wieder in Form brachte, und den Kopa als sein Idol bezeichnete, seit er ihn zusammen mit der gesamten Reimser Mannschaft 1953 beim 6:3 der Ungarn in Wembley gesehen hatte. In Madrid störte ihn nur eins: dass Real ihn in den ersten zwei Jahren nicht für Spiele der französischen Nationalmannschaft freigab.
In diesen drei Jahren gewann Kopita („Kleiner Kopa“), wie ihn die Anhänger nannten, unter den Trainern Villalonga und Carniglia zwei spanische Meistertitel (1957 und 1958; 1959 wurde Real Zweiter in der Primera División) und dreimal den Europapokal der Landesmeister, das dritte Mal (1959) gegen Stade Reims. In diesem Endspiel im Stuttgarter Neckarstadion überdehnte er sich nach einem Zusammenprall mit seinem zukünftigen Vereinskameraden Jean Vincent die Bänder. Es war Reims' Trainer Batteux, der ihm einen stützenden Knieverband anlegte. 1957 war Madrid zudem in der letztmals ausgetragenen Coupe Latine siegreich, wodurch Kopa auch der einzige Spieler ist, der in drei Finals dieses Wettbewerbs zum Einsatz kam. Lediglich im spanischen Pokalwettbewerb war er so erfolglos wie im französischen: nur 1958 erreichte Real Madrid darin wenigstens das Endspiel, das allerdings mit 0:2 gegen Athletic Bilbao verloren ging. In der spanischen Liga erzielte er in 79 Einsätzen 24 Tore.
Schon kurz nach der WM 1958 bot Saporta ihm eine Vertragsverlängerung um fünf Jahre mit einem jährlichen Garantieeinkommen von 20 Mio. alten Francs an. Kopa wollte sich aus familiären Gründen aber nicht bis 1964 binden und unterschrieb nur für ein weiteres Jahr. Als es ihn im Sommer 1959 doch vorzeitig nach Frankreich zurückzog, kam sportlich wie finanziell allein Stade Reims in Frage. Den Spieler, dem auch der RSC Anderlecht ein hoch dotiertes Angebot unterbreitet hatte, aus seinem Vertrag mit Real herauszukaufen, war dem Klub nur durch die Unterstützung eines französischen Fruchtsaftherstellers möglich, der 58 Mio. FF, umgerechnet eine halbe Million DM, dazu beisteuerte und dafür mit Kopas Namen werben durfte. Außerdem musste Stade sich zu drei Freundschaftsspielen gegen Real und einem gegen Anderlecht verpflichten.

### Zurück in der Champagne (1959–1967)
Das personelle Gesicht der Mannschaft hatte sich gegenüber 1956 wesentlich verändert. Von den „Alten“ waren nur noch Giraudo, Jacquet, Siatka, Jonquet, Leblond und Trainer Batteux dabei; dafür ergänzten zahlreiche Neuzugänge, fast alles Nationalspieler (Colonna, Wendling, Rodzik, Muller sowie mit Fontaine, Piantoni und Vincent nahezu der komplette „Traumsturm“ der WM in Schweden), die Reimser Reihen. 1960 kehrte auch Glovacki zurück, zudem kamen mit dem jungen Sauvage und dem marokkanischen Internationalen Akesbi (dieser ab 1961) zwei neue Torjäger für den schwer verletzten Fontaine. 1962 zog es mit Kaelbel einen weiteren Spieler der 1958er WM-Elf in die Champagne.
1959/60 wurde Kopa mit dieser Formation zum dritten Mal französischer Meister – mit sieben Punkten Vorsprung –, wobei insbesondere die Offensive brillierte: zu den 109 Treffern in 38 Spielen hatte der Rückkehrer bei seinen 36 Einsätzen 14 Tore selbst beigetragen und mit zahlreichen Pässen dafür gesorgt, dass fünf weitere Kameraden ebenfalls auf eine zweistellige Trefferzahl kamen. Er wurde als saisonbester Spieler der Liga mit der Étoile d’Or von France Football ausgezeichnet und erreichte bei der 1960er Wahl des besten europäischen Fußballers Platz sechs. Für Trainer Batteux war die Elf dieser Saison „die beste der gesamten Reimser Epoche“. Die folgende Spielzeit schloss Reims auf dem dritten Rang ab (Kopa: 30 Spiele, fünf Tore), aber im mit großen Erwartungen angegangenen Europapokal kam das Aus schon im Achtelfinale gegen den FC Burnley, wobei der Regisseur seiner Mannschaft im wichtigen Rückspiel aufgrund einer Knöchelverletzung nicht zur Verfügung stand. 1961/62 allerdings hieß der französische Ligagewinner wiederum Stade Reims, obwohl Kopa selbst in 30 Spielen nur zwei und damit so wenige Treffer wie noch nie gelangen.
Die Saison 1962/63 brachte einen empfindlichen Einschnitt im Leben des Raymond Kopa, wenn auch vordergründig weniger im sportlichen Bereich: Stade Reims wurde Zweiter in der Division 1, Kopa schoss nur ein einziges Tor in 34 Punktspielen. Das Halbfinal-Aus in der Coupe de France und das vorzeitige Scheitern im Europapokal (siehe unten) ließen die Rémois zwar ohne Titel dastehen, gaben aber zu ernsthafter Besorgnis keinen Anlass. Schwerer wog da schon die überraschende Entscheidung von Präsident Germain, Batteux’ Vertrag nach 13 erfolgreichen Jahren als Trainer und einer ebenso langen Zeit als Spieler des Klubs nicht zu verlängern: keiner der älteren Aktiven verstand diesen Schritt, Kopa schon gar nicht.
Vor allem privat durchlitt der „Familienmensch“ Kopa besonders schwere Monate: Zunächst starb einer der Brüder seiner Frau an einem Hirntumor, dann sein silikosekranker Vater und im Februar 1963 sein viereinhalbjähriger, an einem Lymphom erkrankter Sohn Denis. In diesem bedrückenden Kontext kam hinzu, dass er sich vom Sélectionneur Georges Verriest nach dem Länderspiel gegen Ungarn (November 1962) persönlich hintergangen und öffentlich bloßgestellt fühlte. Zu diesem Zeitpunkt war aber noch nicht abzusehen, dass dieses Spiel Kopas letzter Auftritt für les Bleus gewesen sein sollte.
Doch als Verriest ihn ein Jahr später erneut in die Équipe tricolore berief, dort seine Vorwürfe aber nicht zurückzunehmen bereit war, reiste der Spieler aus dem Trainingslager ab und wurde vom Verband dafür mit einer sechswöchigen Sperre belegt. In dieser Zeit wurde in Frankreichs Presse heftig über die Frage gestritten, ob Kopas Spielweise angesichts des sich international durchsetzenden 4-2-4-Systems überhaupt noch zeitgemäß sei. Das Verhältnis zu den Verbandsoberen kühlte sich weiter ab, seit Kopa im Juni 1963 in einem Interview mit der Zeitung France Dimanche geäußert hatte: „Die Spieler sind Sklaven der Vereine“. Damit spielte er auf die Tatsache an, dass ein in Vertragsangelegenheiten meist unerfahrener, junger Spieler zu dieser Zeit seinen ersten Verein bis zu seinem 35. Geburtstag nicht ohne dessen Zustimmung verlassen konnte, umgekehrt aber keinerlei Mitspracherecht besaß, wenn der Verein ihn an einen anderen verkaufte. Erst 1969 gelang es der Spielergewerkschaft UNFP, diese „ewige“ Bindung von Spielern abzuschaffen. Auch für diese Äußerungen wurde Kopa gesperrt – sogar für ein halbes Jahr –, wenn auch auf Bewährung.
Auch Teile der Sportpresse reagierten auf das Interview mit heftiger Ablehnung; so wurde ihm in France Football vorgeworfen, er sei unfähig, die „komplexen Probleme zu verstehen, die dem professionellen Fußball strukturell innewohnen“. Die Zeitschrift empfahl ihm: „Die einzige Wahrheit, die Raymond Kopa anzubieten hat, findet auf dem Rasen statt, seine beste Gabe … ist sein Spiel“; Lanfranchi/Wahl fassen dies pointiert als „Spiel' weiter und halt den Mund“ zusammen.

Unter dem neuen Trainer Camille Cottin – für Kopa freilich ein guter Bekannter aus gemeinsamen Jahren in Angers – ereilte Stade Reims 1963/64 ein regelrechter Absturz: der Vorjahres-Vizemeister beendete die Saison auf Platz 17 und musste absteigen. Kopa, der trotz seiner Trauer und Verärgerung sowie der mehrwöchigen Sperre auf 25 Ligaeinsätze gekommen war und im Oktober 1963 sogar in einer Weltauswahl gegen England eingesetzt wurde, entschied sich nach kurzem Liebäugeln mit einem Wechsel zu Stade Français Paris dafür, Reims auch in der Division 2 die Treue zu halten:

„Wäre ich gegangen, wäre ich mir wie ein Deserteur vorgekommen. … Nach 15 Jahren Berufsfußball missfiel mir der Gedanke keineswegs, an der Seite all der Nachwuchsspieler aufzulaufen, die große Erwartungen und viele Fähigkeiten mitbrachten. Vor einem Spiel bei Racing Paris sagte ich zu ihnen, sie sollten jetzt auf den Rasen gehen und zeigen, weshalb wir Stade de Reims heißen.“

Auch Akesbi, Moreau und Wendling blieben, aber etliche seiner Mitspieler wie Kaelbel, Piantoni, Rodzik, Sauvage und Vincent verließen den Verein. Es gab allerdings auch einen Rückkehrer: Reims' „Fußballdenkmal“ Robert Jonquet ersetzte Cottin auf der Trainerbank. Am 30. August 1964 spielte Kopa erstmals seit über 13 Jahren wieder in der zweiten Liga, in der der sofortige Wiederaufstieg 1965 als Zehnter deutlich verfehlt wurde. Ein Jahr später kehrten die Rot-Weißen als Zweitligameister in die höchste Klasse zurück. In einem Kader, der außer Torhüter D’Arménia und Stürmer Heutte keinerlei namhafte Spieler aufwies, konnte selbst ein immer noch guter Raymond Kopa (33 Einsätze, drei Treffer) den erneuten Abstieg nicht verhindern. Auch die Entlassung Jonquets, der Ende April 1967 von Claude Prosdocimi abgelöst wurde, blieb wirkungslos. An diesem Trainerwechsel scheint Kopa nicht ganz unbeteiligt gewesen zu sein, mit dem Jonquet zunehmend Differenzen über das Spielsystem hatte; nach seiner vorzeitigen Ablösung äußerte Jonquet: „Ich hätte Kopa glauben sollen, als er mir sagte, er müsse nur den kleinen Finger heben und ich würde entlassen“.

### Abschied auf Raten
Mit diesem Abstieg endete auch Kopas Karriere, der fortan nur noch in der Reimser Traditionself zu spielen beabsichtigte: am 29. April 1967 schoss er sein letztes Erstligator, das den 1:0-Endstand gegen US Valenciennes bedeutete, und am 10. Juni 1967, beim 1:1 gegen Olympique Nîmes, verabschiedeten fast 12.000 Zuschauer im Stade Vélodrome Auguste-Delaune ihren kleinen „Fußball-Napoléon“.
Er kam aber, anderthalb Jahre später, doch noch einmal zurück. Für den 15. Dezember 1968 hatten die Traditionsmannschaften von Racing Paris und Stade Reims ein Aufeinandertreffen im Pariser Prinzenparkstadion vereinbart. Da in dieser Woche zudem die ersten Mannschaften der beiden Klubs – Stade war Zweit-, Racing sogar nur noch Amateurligist – im französischen Pokal aufeinandertreffen sollten, wurde eine Doppelveranstaltung organisiert, bei der die offizielle Pokalbegegnung als Vorspiel angesetzt war. Die Elf des Zweitligisten plagten verletzungsbedingte Personalsorgen, weshalb Raymond Kopa, der immer noch eine Profilizenz besaß, als „letzte Reserve“ auf der Auswechselbank Platz nahm. Tatsächlich musste er ab der 22. Spielminute einen Spieler ersetzen, schoss kurz darauf das 2:0 und feierte beim Schlusspfiff den Sieg mit „seiner“ Elf. Anschließend bestritt der 37-Jährige auch noch das Freundschaftsspiel der Traditionsmannschaften und erzielte darin zwei weitere Treffer.
Fast auf den Tag genau zehn Jahre zuvor hatte der Ex-Nationalspieler und Journalist Gabriel Hanot in seiner Laudatio auf Kopa formuliert:

„Seine wahre Position ist weder die eines Flügel- noch eines Halb-, auch nicht die eines Mittelstürmers: sie muss erst noch erfunden werden. Er hat sie für sich erschaffen; es ist die eines Angreifers, der nicht immer in der Spitze spielt, aber immer in die Angriffe einbezogen ist, die er inspiriert, denen er die Richtung weist und zu deren Vollendung er beiträgt. … Er befindet sich zugleich … im Zentrum des Geschehens und außerhalb der Kontrolle durch seine Gegenspieler.“

In der Saison 1970/71 stand Kopa sogar noch einmal in Reims’ Erstligakader – allerdings nur auf dem Papier, damit der von finanziellen Problemen gebeutelte Verein die Verbandsauflage, mindestens elf Profispieler zu melden, erfüllen konnte. Immerhin bestritt er in diesem Kreis noch einige Freundschaftsspiele. 1973 fragte der Sportdirektor von Paris Saint-Germain FC, Just Fontaine, an, ob der fast 42-jährige Kopa bereit sei, die Mannschaft in der zweiten Liga zu verstärken. Dieser lehnte ab, weil sich dies nicht mit seinen Geschäften vereinbaren ließ, bestritt aber am 29. August 1973 in Saumur ein Freundschaftsspiel mit der Elf und erzielte dabei gegen den lokalen Amateurklub drei Treffer.

## Internationale Einsätze

### Mit derÉquipe Tricolore
Nachdem Raymond Kopa Ende 1951 die französische Staatsbürgerschaft angenommen hatte, folgte im April 1952 beim 1:0 gegen das Saarland sein erster Einsatz in der B-Nationalmannschaft. Einen Monat später steuerte er zwei Tore zum 7:1-Sieg der Espoirs über die englische Juniorenauswahl bei.
Am 5. Oktober 1952 debütierte er dann, beim 3:1 gegen Deutschland, auch in der A-Nationalelf und feierte auf der Mittelstürmerposition einen „exzellenten Einstand“, bei dem der deutsche Trainer Herberger sich noch während der ersten Halbzeit genötigt sah, ihm neben Mittelläufer Liebrich mit Posipal einen zweiten Gegenspieler zuzuordnen. Kopa entzog sich dem durch häufige Rochaden mit seinen Sturmpartnern Cisowski und Ujlaki. Bis zum 11. November 1962 (2:3 gegen Ungarn) bestritt er 45 Länderspiele für die französische A-Nationalelf und erzielte dabei 18 Tore. Die Zahl seiner Torvorlagen war allerdings deutlich größer. In sechs der Begegnungen war er auch Spielführer der Bleus. Bei den Weltmeisterschaften 1954 und 1958 absolvierte er acht Spiele, in denen ihm vier Treffer gelangen. Sein größter Erfolg mit der Nationalmannschaft war der 3. Platz bei der WM in Schweden nach einem 6:3 gegen Deutschland. Dort wurde er anschließend – trotz der „weltmeisterlichen“ Konkurrenz eines Didi, Vavá, Pelé oder Garrincha – zum besten Spieler des Turniers und am Ende des Jahres zu Europas Fußballer des Jahres sowie erneut zum französischen „Meister der Meister“ gewählt.
Zwischen Februar 1956 und Oktober 1959 fehlte er in 18 Länderspielen; dies lag einerseits daran, dass auch der französische Verband im Ausland spielende Akteure im Regelfall nicht berücksichtigte, andererseits an der Weigerung Real Madrids, ihn freizugeben. Lediglich zum WM-Turnier in Schweden gelang es Sélectionneur Paul Nicolas und Albert Batteux, der seit 1955 auch Nationaltrainer war, ihn „loszueisen“ – dies allerdings erst, nachdem der französische Verband ihn für diese Zeit hoch gegen Unfall- und Verletzungsrisiken versichert hatte. Mitte 1960 verpasste er wegen einer Verletzung noch einmal fünf Länderspiele, darunter die Endrundenspiele bei der erstmals ausgetragenen Europameisterschaft.
Seine herausragende Leistung in den sechs Spielen der WM 1958 löste auch außerhalb Frankreichs Bewunderung aus. Friedebert Becker, Herausgeber des deutschen Kicker, lobte beispielsweise, der „spritzige Kopa“, einer der „besten Sturmdirigenten“, stelle „seine Künste uneigennützig in den Dienst der Mannschaft“ und brächte „die Wirbelwind-Kombinationen der Franzosen auf Touren“. Trotz seiner „schnellen Kurzpässe“ und „wunderschönen Dribblings“ sei er sich nicht zu schade, „hinten auszuhelfen“ oder „weit zurückgezogen als Verbinder“ zu operieren, womit er „die [deutsche] Abwehr oft aus dem Konzept gebracht“ habe. Becker kolportierte, dass „viele das Innentrio Fontaine–Kopa–Piantoni das beste der ganzen Weltmeisterschaft“ nannten, und zitierte Torjäger Fontaine mit den Worten „Was ich geworden bin, verdanke ich Raymond Kopa. Er hat mir alle Hemmungen genommen, … brachte mir Tricks und Kombinationszüge bei“. Willy Meisl bescheinigte Kopa nach dem Halbfinale gegen Brasilien „Feldherrnblick und Fußballvirtuosität“.
Außerdem werden häufig zwei Spiele aus dem Jahr 1955 zu Kopas besten für die Équipe Tricolore gezählt, in denen er besonders meisterlich Regie führte: das 1:0 gegen England am 15. Mai, bei dem ihm auch das Tor des Tages gelang, und mehr noch der 2:1-Sieg in Spanien am 17. März vor 125.000 Zuschauern, gleichfalls mit einem Kopa-Tor und der Vorarbeit zum Siegtreffer, nach dem er auf den Schultern begeisterter französischer und spanischer Zuschauer vom Platz getragen wurde und dem er die Bezeichnung „Napoléon des Fußballs“ verdankte. Er selbst sagte über diese Begegnung: „Was immer ich in diesem Spiel versuchte, gelang“. Von seinen späten Länderspielen gilt dasjenige gegen England am 3. Oktober 1962 in Sheffield (Endstand 1:1) als besonders herausragendes; der Daily Express schrieb darüber: „Ray Kopa verließ den Rasen von Hillsborough im Blitzlicht der Fotografen und unter dem Beifall der 36.000 Zuschauer.“
Gegen Nationalmannschaften aus dem deutschsprachigen Raum kann Raymond Kopa eine gute Bilanz vorweisen; acht Siegen stand nur eine Niederlage gegenüber, und er hat auch gegen jede dieser Mannschaften ein Tor erzielt. Die Spiele im Einzelnen:
| - gegen Deutschland* - 05.10.1952 0H 03:1 - 16.10.1954 0A 03:1 - 28.06.1958 0S 06:3 (1 Tor) - gegen die Schweiz - 11.11.1953 0H 02:4 - 09.10.1955 0A 02:1 (1 Tor) | - gegen Österreich - 19.10.1952 0A 02:1 - 13.12.1959 0H 05:2 - 27.03.1960 0A 04:2 (1 Tor) - gegen Luxemburg - 20.09.1953 0A 06:1 (1 Tor) |

*gegen die DDR kein Spiel; H = Spiel in Frankreich, A = Spiel beim Gegner, S = Spiel in Schweden (WM); Ergebnisse immer aus französischer Sicht
Hingegen blieben seine besonders häufigen Auftritte mit Frankreich gegen Belgien vom Endergebnis her besonders erfolglos:
| - 25.12.1952 0H 00:1 - 30.05.1954 0A 03:3 (1 Tor) - 11.11.1954 0H 02:2 (2 Tore) - 25.12.1955 0A 01:2 | - 28.02.1960 0A 00:1 - 15.03.1961 0H 01:1 - 18.10.1961 0A 00:3 |

Beim 2:2 in Warschau gegen Polen (September 1960) fehlte Kopa, war aber beim 1:3 in Paris (April 1962) dabei; als Mannschaftskapitän tauschte er vor dem Anpfiff mit seinem polnischen Gegenüber die Wimpel aus. In seinen Autobiographien erwähnt er dieses Spiel mit keinem Wort.
Trotz seiner unbestreitbaren Leistungen wurde er in den frühen Jahren auch im Nationaldress wiederholt öffentlich als „zu klein, zu verspielt, zu egoistisch“ kritisiert, nach dem 0:1 gegen Jugoslawien bei der WM 1954 sogar von den Verbandsverantwortlichen Gaston Barreau und Jean Rigal: „Kopa und Glovacki haben ein Spiel verloren, das sie hätten gewinnen können“. Wie nahe Heldenverehrung und xenophobe Ressentiments zu diesem Zeitpunkt beieinander lagen, zeigte der Zuruf eines Zuschauers nach diesem Spiel: „Kopaszewski, geh’ zurück ins Bergwerk! Da gehörst Du hin!“ Schon 1952, anlässlich eines Länderspiels in Dublin, sah er sich mit der Nationalelf dem in der irischen Presse und am Stadion Dalymount Park auf Handzetteln publik gemachten Vorwurf ausgesetzt, dies sei gar keine französische Mannschaft, sondern mit all ihren Italienern, Ungarn und Polen eine „Fremdenlegion“.

Für Goldblatt ist es ein Paradoxon, dass die politische Linke in Frankreich ihn für seinen Individualismus bewunderte, während bürgerliche Mitte und rechte Kräfte ihn genau dafür schmähten. Allerdings mussten selbst Kopas Kritiker in die Elogen über seine Spielkunst mit einstimmen, solange er erfolgreich spielte, um es sich nicht „mit einer Öffentlichkeit zu verderben, die von seinem attraktiven Spiel gefangen war“.

### Coupe Latine und Europapokal der Landesmeister
Die Coupe Latine, ein regionaler Vorläufer der Europapokalwettbewerbe, an der die jeweiligen Meister von Italien, Spanien, Portugal und Frankreich teilnahmen, war nach der Nationalelf die zweite internationale Bühne, auf der Raymond Kopa seine Qualitäten zur Schau stellen konnte. Gleich bei seiner ersten Teilnahme – 1953 in Portugal – erzielte er den Siegtreffer beim 2:1 über den FC Valencia sowie zwei Tore beim 3:0 im Endspiel gegen AC Mailand. Zwei Jahre später, diesmal im eigenen Land, traf Reims zunächst wiederum auf den AC Mailand. Dieses Flutlichtspiel am 22. Juni 1955 ging als „Prinzenpark-Marathon“ in die Annalen ein: erst nach Mitternacht, in der 139. Spielminute, gelang Glovacki der 3:2-Siegtreffer. Am übernächsten Tag titelte L’Équipe: „Kopa lenkte das Spiel mit außerordentlichem Brio“. Die Begegnung hatte allerdings so viel Kraft gekostet, dass drei Tage später Real Madrid das Endspiel relativ problemlos mit 2:0 für sich entscheiden konnte.
Auch bei Kopas dritter Teilnahme (1957 in Spanien), diesmal im Dress von Real Madrid, gelang ein mit 5:1 zudem wieder deutlicher Sieg über den AC Mailand. Beim Endspielerfolg gegen Benfica Lissabon (1:0) blieb Kopa zwar ein Treffer verwehrt, aber er gewann diesen Pokal zum zweiten Mal und ist der einzige Spieler, der in drei Finals der Coupe Latine gestanden hat.
Am Europapokal der Landesmeister hat er je dreimal mit Reims und Madrid teilgenommen: zwischen 1955 und 1959 jährlich, zudem 1960/61 und 1962/63. Dreimal gewann er diese „Krone des europäischen Vereinsfußballs“, stand zudem bei der allerersten Austragung des Wettbewerbs ein weiteres Mal im Endspiel (3:4 gegen Real Madrid). In diesem Finale verhinderte Madrids Torwart Alonso zunächst Reims' möglicherweise vorentscheidende 3:0-Führung, als er einen spektakulären Distanzschuss Kopas mit den Fingerspitzen um den Pfosten lenkte; in der zweiten Halbzeit bereitete ein Kopa-Freistoß das zwischenzeitliche 3:2 der Rémois durch Hidalgo vor. Insgesamt bestritt Kopa auf diesem Niveau zwischen September 1955 und März 1963 34 Spiele und schoss acht Tore, davon 22 Einsätze (sechs Treffer) für Real und 12 Spiele (zwei Tore) für Stade. In den Endspielen blieb er zwar ohne Torerfolg, aber seine Vorlagen eröffneten auch hier den Mitspielern zahlreiche Chancen.
Fünf Spiele auf dieser Ebene haben in besonderem Maße zu seinem Renommee beigetragen. In der Begegnung von Stade Reims am 28. Dezember 1955 beim MTK Budapest FC, der seinerzeit unter dem Namen Vörös Lobogó (Rotes Banner) antrat, erwies sich der 24-Jährige seinem Gegenpart, dem ungarischen Weltklassespieler Nándor Hidegkuti, als absolut ebenbürtig. Nach dem 4:2 im Hinspiel setzte Kopa Batteux’ Offensivkonzept nahezu perfekt um: nach 52 Minuten führten die Gäste mit 4:1 (Endstand 4:4). Ein Jahr später, jetzt im Dress von Real Madrid, schoss er im erforderlich gewordenen Entscheidungsspiel gegen Rapid Wien (13. Dezember 1956) den Treffer zum 2:0-Endstand, der in der umkämpften Partie die Entscheidung bedeutete. Gegen Manchester United gelang ihm beim Rückspiel im Old Trafford (25. April 1957, Endstand 2:2) das Tor zum 1:0, das Madrid den Weg ins Endspiel ebnete. Im Viertelfinale 1957/58 gegen den FC Sevilla (23. Januar 1958) führte er glänzend Regie und war durch seine beiden Treffer maßgeblich an Reals 8:0-Kantersieg beteiligt. Ein solcher, in seiner Profilaufbahn relativ seltener „Doppelpack“ krönte auch einen seiner letzten Europapokalauftritte am 14. November 1962 bei Reims' 5:0 über Austria Wien; trotz seiner damaligen persönlichen Schwierigkeiten gilt dieses Spiel als ein

„Gipfelpunkt seiner Europapokalkarriere … Kopa als Spielmacher, Kämpfer in der vordersten Linie und formidabler Mittelstürmer, der zwei Tore voller Wut erzielte und mit diesem Spiel vielleicht mehr als mit jedem anderen zu seiner unvergesslichen Legende beigetragen hat.“

### Internationale Freundschaftsspiele
Freundschaftsbegegnungen zwischen Spitzenmannschaften und Spiele mit Beteiligung einer Welt- oder Kontinentalauswahl stießen in den ersten beiden Nachkriegsjahrzehnten auf große Resonanz; in den „Kinderjahren des Fernsehens“ stellten sie für Fußballfans oft die einzige Möglichkeit dar, berühmte Teams und legendäre Spieler über 90 Minuten und nicht nur in den Sekundenschnipseln der Kinowochenschauen sehen zu können. Diese Partien – wenn Stade Reims dabei als Gastgeber fungierte, trug es diese regelmäßig in Paris aus – waren fast immer ausverkauft. Auch Raymond Kopa hat neben zwei Einsätzen in der Europa- bzw. der Weltelf (1955 und 1963, jeweils gegen England) mit Reims und Madrid eine Vielzahl solcher „Schau-Spiele“ bestritten, von denen zwei in besonderer Erinnerung geblieben sind.
Im März 1953, einen Monat nach der Jahrhundertflut, die weite Teile Hollands heimgesucht hatte, traten niederländische Auslandsprofis zu einem Benefizspiel gegen eine französische Nationalauswahl an: „Kopa & Co.“ unterlagen vor 40.000 Zuschauern im Pariser Prinzenpark mit 1:2 gegen die Niederländer, in deren Reihen mit Bram Appel ein weiterer Rémois stand. Diese Hilfe für die Flutopfer ist noch heute vielen Niederländern als sogenannter Watersnoodwedstrijd erinnerlich. Im November 1954 spielte an gleicher Stätte eine Kombination Racing Paris/Stade Reims gegen Dynamo Moskau. Der sowjetische Fußball galt zu dieser Zeit in Westeuropa als eine Art Geheimtipp, und auch Kopa gelang es nicht, Dynamos Torwart Jaschin zu überwinden.
Stade Reims und Real Madrid halten diesen in den 1950er Jahren begonnenen und inzwischen überlebten Brauch der Freundschaftsspiele bis in die Gegenwart hinein aufrecht und treffen, wenn der Terminkalender es zulässt, einmal im Jahr aufeinander.
Dass Kopa auch in fußballerischen Entwicklungsländern als Inbegriff für Spielkultur galt, verdeutlicht eine Episode aus der Saison 1956/57, während der Stade de Reims – ohne den schon bei Madrid spielenden Protagonisten – eine vierwöchige Südostasien-Tournee unternahm: in den Aufstellungen der gegnerischen Mannschaften gab es durchweg mehrere Spieler, die den Künstlernamen Kopa angenommen hatten.

## Leben nach der aktiven Fußballerkarriere
Bereits 1954 begann Kopa, seinen Namen für Produkte, hauptsächlich Sportartikel und Freizeitkleidung, zu vermarkten. Um 1960 betrieb er einen Zeitschriften- und Tabakladen und wurde Miteigentümer eines Hotels in Reims. Später schuf er eine eigene Marke für Sportartikel und holte etliche seiner ehemaligen Mitspieler als Mitarbeiter in diese Groupe Kopa, unter deren Dach eine Reihe von Fabriken und Einzelhandelsgeschäften vereint waren. Er kümmerte sich um Produktentwicklung und Finanzierung, besuchte auch die Betriebe und Läden regelmäßig persönlich – „mit der gleichen Ernsthaftigkeit, dem gleichen Anspruch und Perfektionismus wie während meiner Karriere“.

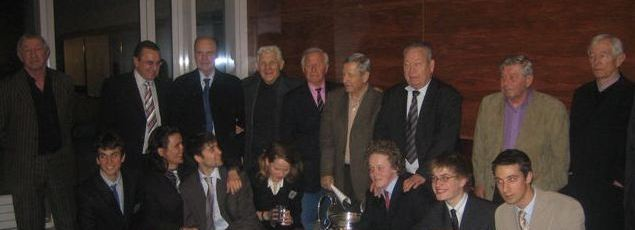
Raymond Kopa (hintere Reihe, 4. von rechts) 2006 bei einer Veranstaltung in Reims. Rechts neben ihm Just Fontaine und Claude Prosdocimi.

Ende 1968 überredete Albert Batteux ihn, für den Bundesrat des französischen Fußballverbands zu kandidieren. Kopa wurde gewählt, trat aber schon im Juli 1969 von dieser Funktion zurück, nachdem sein und Michel Hidalgos Versuch scheiterte, Batteux als Nationaltrainer zurückzuholen. Außerdem sei er für Gremienarbeit nicht geschaffen: „Ich liebe den Fußball – wenn ich ihn spielen kann“. Dies tat er mit Stades (und später Angers') Traditionsmannschaft bis 2001 auch weiterhin. Von seinen ehemaligen Reimser Mitspielern hat er über die Jahrzehnte insbesondere den Kontakt zu Paul Sinibaldi, Dominique Colonna und Just Fontaine aufrechterhalten; Fontaine bezeichnet er als seinen „Freund und Komplizen, … einen Instinktfußballer wie ich selbst“, dabei mit seiner Spontaneität und Extrovertiertheit „der mir diametral entgegengesetzte Charakter“.

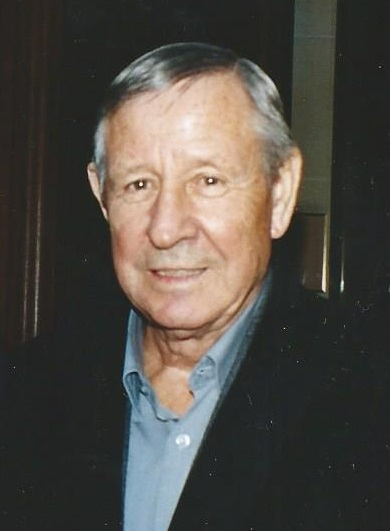
Raymond Kopa (2005)

1971 ließ Raymond Kopa sich in Angers nieder, wo er bis zuletzt während eines Teils des Jahres lebte; den anderen verbrachte er nahe Ajaccio auf Korsika. Die Weltmeisterschaften 1978, 1982 und 1986 begleitete er als Kommentator für France Inter bzw. Radio Monte Carlo. 1985 bereitete ihm, der sich über viele Jahre mit Tennisspielen fit gehalten hatte, die Teilnahme an der Rallye Paris-Dakar als Beifahrer von Étienne Smulovici (Platz 65 im Gesamtklassement) neue, persönlich wichtige Eindrücke.
Die aktuelle Entwicklung seines Sports betrachtet er kritisch:

„Zu viel spielt sich im Mittelfeld ab … mit nur noch einem oder zwei Stürmern … Man muss lange auf ein Tor warten, und das ist unterschiedslos überall so. Heute wird auch zu schnell gespielt, [oft auf Kosten] der Genauigkeit. … Die gegenwärtigen Systeme pressen die Spieler in ein zu enges Korsett; wenn man ihnen nicht ein gewisses Maß an Freiheiten lässt, können sie sich nicht entwickeln. Wenn wir junge Leute haben wollen, die den Unterschied ausmachen: lasst sie spielen, dribbeln, selbst entscheiden.“

1991 zog er sich aus seinem Unternehmen zurück; zwölf Jahre später bereiste er – ein Geschenk seiner Freunde zur Goldenen Hochzeit – zum ersten Mal das Land, aus dem die Kopaszewskis drei Generationen früher ausgewandert waren. Zuvor war er lediglich einmal, anlässlich eines Freundschaftsspiels mit Stade Reims, dort gewesen. Seine schlechte polnische Aussprache und sein geringer Wortschatz hatte dortige Journalisten zu der Bemerkung veranlasst, Kopa habe seine Herkunft verdrängt – und dieser widersprach dem nur schwach: „Ich habe nichts vergessen, ich habe nur wenig darüber gewusst“. Offenkundig war seine persönliche Beziehung zu diesen familiären Wurzeln nicht sehr intensiv; den Hinweis eines Mitspielers während des Rückflugs der Nationalelf aus Moskau im Oktober 1955, man überquere gerade Polen, kommentierte Kopa mit den Worten „Polen war für mich Ausland … Ich hatte nur ein einziges Vaterland: Frankreich.“ Auch in seiner jüngsten Autobiographie widmete er der Reise von 2003 gerade eine Druckseite, die er mit der lakonischen Feststellung „Ich war nicht sonderlich begeistert und wäre lieber eine Woche nach Rom gefahren“ einleitet. Darin handelt er dann hauptsächlich die spontane Einladung des französischen Botschafters in Warschau ab und schließt mit den Worten: „Ich bin stolz darauf, … meinen Beitrag zu einigen der schönsten Seiten im Geschichtsbuch des französischen Fußballs geleistet zu haben“. Immerhin hat er am 19. November 2010 auf Einladung der FFF den symbolischen Anstoß beim Freundschaftsspiel der französischen gegen die polnische Frauennationalelf ausgeführt.
Anlässlich seines Todes hat France Football Raymond Kopa, „einem der größten französischen Fußballspieler aller Zeiten“, eine achtseitige Hommage gewidmet. Auf Vorschlag der Stadtverwaltung von Angers wurde das örtliche Stade Jean-Bouin Ende März 2017 in Stade Raymond-Kopa umbenannt. Auch Real Madrid hat ihn nicht vergessen. Bei der Vergabezeremonie des Ballon d’Or 2017 überreichten Vereinsvertreter Kopas Witwe ein Replika des Trikots, das er dort vor 60 Jahren getragen hatte. Da ein solches Original nicht mehr aufzufinden war, wurde es als Einzelstück angefertigt, und das sogar zweimal, nachdem festgestellt wurde, dass das Vereinswappen nicht exakt derjenigen Ausführung entsprach, die Real Ende der 1950er besaß.

## Palmarès
Mit seinen Vereinen
- Gewinner des Europapokals der Landesmeister: 1957, 1958, 1959 (mit Madrid; zudem Finalist 1956 mit Reims)
- Gewinner der Coupe Latine: 1953 (mit Reims), 1957 (mit Madrid); zudem Finalist 1955 (mit Reims)
- Französischer Meister: 1953, 1955, 1960, 1962
- Spanischer Meister: 1957, 1958
- Gewinner der Coupe Charles Drago: 1954
- 346 Spiele (75 Tore) in Frankreichs Division 1, 79 Spiele (24 Tore) in Spaniens Primera División, 116 Spiele (21 Tore) für Angers und Reims in Frankreichs Division 2
- 34 Spiele (8 Tore) im europäischen Meisterwettbewerb, davon 22 (6) für Madrid und 12 (2) für Reims

Als Nationalspieler
- 45 A-Länderspiele (18 Tore)
- WM-Teilnehmer 1954 und 1958
- 3. Platz bei der WM 1958 und Auszeichnung als bester Spieler dieses Turniers

Andere Auszeichnungen
- Aufnahme in die Liste der weltbesten Fußballer des 20. Jahrhunderts, die FIFA 100
- Bester europäischer Spieler („Ballon d’Or“) 1958, Zweiter 1959, Dritter 1956 und 1957, Sechster 1960, Elfter 1962 – bis 2011 der einzige Spieler, der viermal nacheinander auf einem der ersten drei Plätze rangierte
- Drittbester französischer Fußballer des Jahrhunderts (von l’Équipe im Jahr 2000 gewählt) bzw. Bester Spieler der Nachkriegszeit (Leserabstimmung in France Football, Ende 1956)
- Dreimal Sportler bzw. Fußballer des Jahres in Frankreich (1955 und 1958 „Champion des champions“, 1959/60 „Étoile d’Or“)
- Auszeichnung mit dem „Preis des UEFA-Präsidenten“ (2010) als „legendärer Spieler“[125]
- Ritter (seit 1970) bzw. Offizier (seit 2007)[126] der Ehrenlegion
- Namensgeber für Straßen (z. B. in Cholet und Les Herbiers) und Sportstätten (ein Stadion und eine Sporthalle in Lille sowie posthum das erstligataugliche Stadion in Angers)
- Ehrenpräsident von Stade Reims[127]